# Trichomycterus unicolor
Trichomycterus unicolor är en fiskart som först beskrevs av Regan, 1913.  Trichomycterus unicolor ingår i släktet Trichomycterus och familjen Trichomycteridae. Inga underarter finns listade i Catalogue of Life.